# Pak Li-sup
Pak Li-sup (박리섭; * 6. Januar 1944) ist ein ehemaliger nordkoreanischer Fußballspieler. Mit der Nationalmannschaft der Demokratischen Volksrepublik Korea nahm er 1966 an der Fußball-Weltmeisterschaft 1966 in England teil; hier bestritt Pak Li-sup mit der Rückennummer „2“ zwei Spiele gegen die Sowjetunion und Chile (jeweils Gruppenphase) – gegen Italien (Gruppenphase) und Portugal (Viertelfinale) wurde Pak Li-sup nicht eingesetzt. 1966 stand er bei der Sportgruppe Amrokgang unter Vertrag. Außerdem kam der Abwehrspieler im Jahr 1965 in beiden WM-Qualifikationsspielen gegen Australien zum Einsatz.